# 陕西鼓风机集团
陕西鼓风机集团是一家位于西安的鼓风机制造企业。陕西鼓风机集团现持有上海鼓风机厂60%股份。其轴流压缩机产量世界第一